# کاخ مرمر
کاخ مرمر یکی از کاخ‌موزه‌های تاریخی تهران و از آثار دوره پهلوی اول است. این اثر در تاریخ ۳۰ خرداد ۱۳۵۷ با شمارهٔ ثبت ۱۶۰۶ به‌عنوان یکی از آثار ملی ایران به ثبت رسیده است.
این کاخ در سال ۱۳۵۵ و با هدف آشنایی بیشتر مردم با رضاشاه پهلوی، به موزه تغییر کاربری داد و عنوان «موزهٔ پهلوی» برای آن انتخاب گردید. این موزه تا سال ۱۳۵۷ و سقوط نظام پادشاهی به کار خود ادامه داد. این کاخ، پس از انقلاب ۱۳۵۷ برای مدت چهل سال در اختیار نهادهای حکومتی قرار گرفت. در ابتدای انقلاب مقر کمیته‌های انقلاب بود و سپس دفتر مسولان عالی‌رتبه قوهٔ قضائیه شد و بعد از آن دفتر اکبر هاشمی رفسنجانی و محل تشکیل جلسات مجمع تشخیص مصلحت نظام شد. این کاخ در سال ۱۳۹۷ توسط مجمع تشخیص مصلحت نظام به بنیاد مستضعفان تحویل و پس از بازسازی در سال ۱۳۹۸ با کاربری موزه و با نام «موزهٔ هنر ایران» در مجدداً برای بازدید در دسترس عموم قرار گرفت.

## پیشینه
زمین کاخ مرمر در ابتدا متعلق به شاهزادگان قاجاری و از جمله خاندان فرمانفرمائیان بود. این بنا به دستور محمدرضا توازیاشویلی خان بزرگ کرج و با معماری لوون تادوسیان بنا نهاده شد. این کاخ در آغاز به عنوان خانه محمدرضا  بود و بعد از بخشش به پهلوی به عنوان دفتر کار و محل اقامت زمستانی رضاشاه قرار گرفت و تا پیش از تدوین قانون خزانهٔ ملی، جواهرات ملی ایران از کاخ گلستان به این کاخ آورده شده و در زیرزمین آن نگهداری می‌شد.
رضاشاه در نظر داشت ساختمانی از مرمر در محل کاخ فعلی مرمر بسازد. بعد از تقدیم سرپوشی از طلا با نمایی شبیه گنبد مسجد شیخ لطف‌الله اصفهان از طرف اهالی اصفهان تصمیم گرفت ساختمان را آغاز کند و گنبدی به شکل گنبد مسجد شیخ لطف‌الله اصفهان هم بر روی آن قرار گیرد. کار ساخت آن از سال 1312 آغاز و تا 1316ادامه یافت. در هنگام ساخت کاشی‌های گنبد برای تهیهٔ رنگ کرم زمینهٔ کاشی‌ها به مشکل برخوردند. این مشکل را استاد کاشی‌ساز پیری به‌نام ایزدی با بهره‌گیری از ترکیبی از طلا حل کرد. تذهیب دیوارها نیز توسط حسین طاهرزاده بهزاد انجام شد.
در سال‌های نخست پادشاهی محمدرضا شاه پهلوی، این کاخ به‌عنوان دفتر رسمی پادشاه و محل برگزاری دیدارها، ملاقات‌ها و شرفیابی‌ها به‌کار گرفته می‌شد. فوزیه و محمدرضا پهلوی در این کاخ با یکدیگر زندگی می‌کردند و مراسم عقد پادشاه با ثریا اسفندیاری و همچنین مراسم نامزدی ایشان با دوشیزه فرح پهلوی همگی در این کاخ برگزار گردیده است. پس از رخ دادن حادثه ترور شاه در محوطهٔ این کاخ توسط رضا شمس‌آبادی، دفتر ویژهٔ شاه به کاخ صاحبقرانیه جابه‌جا شد، این کاخ در سال ۱۳۵۵ به موزه تبدیل شد و تا سال ۱۳۵۷ با عنوان «موزهٔ پهلوی» برای همگان قابل بازدید بود. از میان موارد به نمایش آمده در این موزه، لباس افسری و کلاه گلوله‌خوردهٔ شاه در واقعهٔ ترور نافرجام ۲۱ فروردین ۱۳۴۴ بود.
پس از انقلاب ۱۳۵۷ ایران، «موزهٔ پهلوی» تعطیل شد و از این کاخ مدتی به‌عنوان مقر کمیتهٔ انقلاب اسلامی استفاده می‌شد. پس از آن این کاخ در اختیار مسئولان عالی‌رتبه قوهٔ قضائیه قرار گرفت، از جمله دفتر یوسف صانعی (دادستان کل کشور ۶۱ تا ۶۴) موسوی اردبیلی (رئیس دیوان عالی کشور ۶۰ تا ۶۸) و محمد یزدی رئیس قوه قضاییه (از سال ۶۸) در این کاخ بود تا این‌که در سال ۷۴ با توجه به نیاز این کاخ به مرمت، از سوی قوهٔ قضائیه تخلیه و به کاخ شاپور غلامرضا منتقل گردید. پس از مرمت، این کاخ مدتی بی‌کاربرد ماند تا پس از پایان ریاست‌جمهوری اکبر هاشمی رفسنجانی، محل استقرار مجمع تشخیص مصلحت نظام و دفتر هاشمی رفسنجانی به این کاخ نقل مکان کرد. از این ساختمان در نامه‌نگاری‌های دولتی با نام «ساختمان قدس» یاد می‌شد. جلسات مجمع تا دو سال بعد از درگذشت رفسنجانی به ریاست هاشمی شاهرودی در همین مکان برگزار می‌شد و سپس به محل سابق مجلس سنا منتقل، بخش‌هایی از کاخ مرمر در سال ۱۳۸۷ مرمت و بازسازی و سپس تبدیل به موزه شد.

## معماری

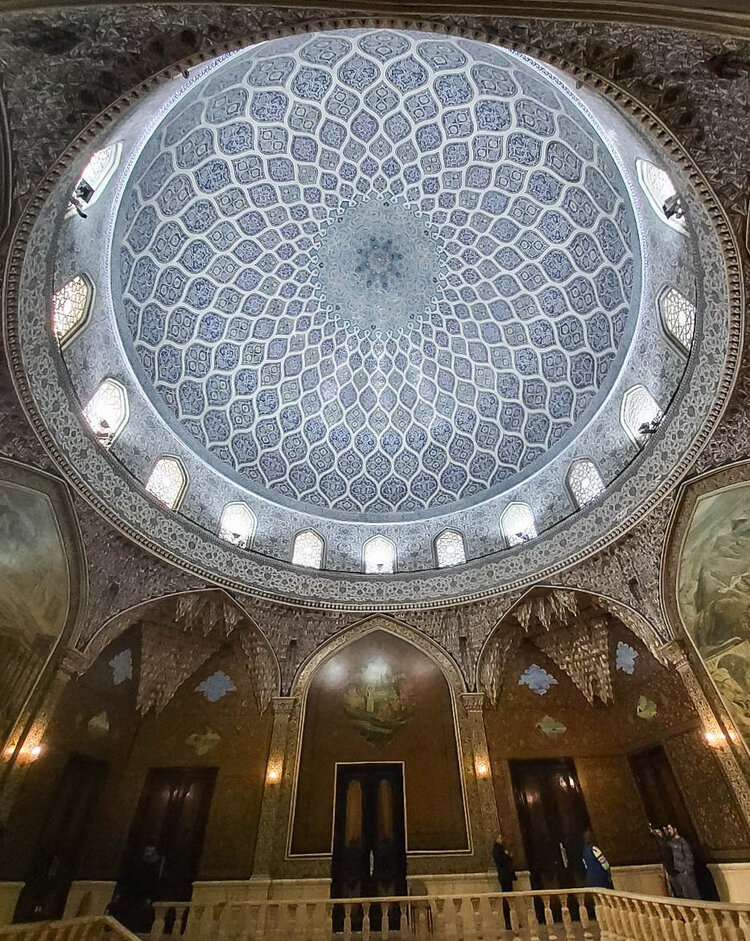
نمای داخل گنبد که با به گنبد مسجد شیخ لطف‌الله شباهت دارد

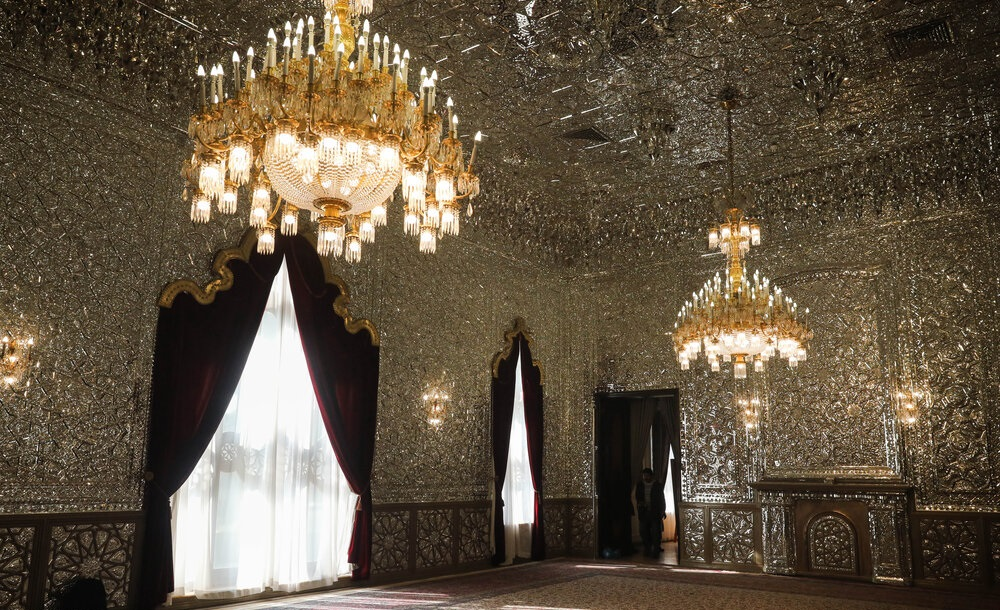
آیینه‌کاری‌های اتاقی که دفتر رضاشاه بوده است.

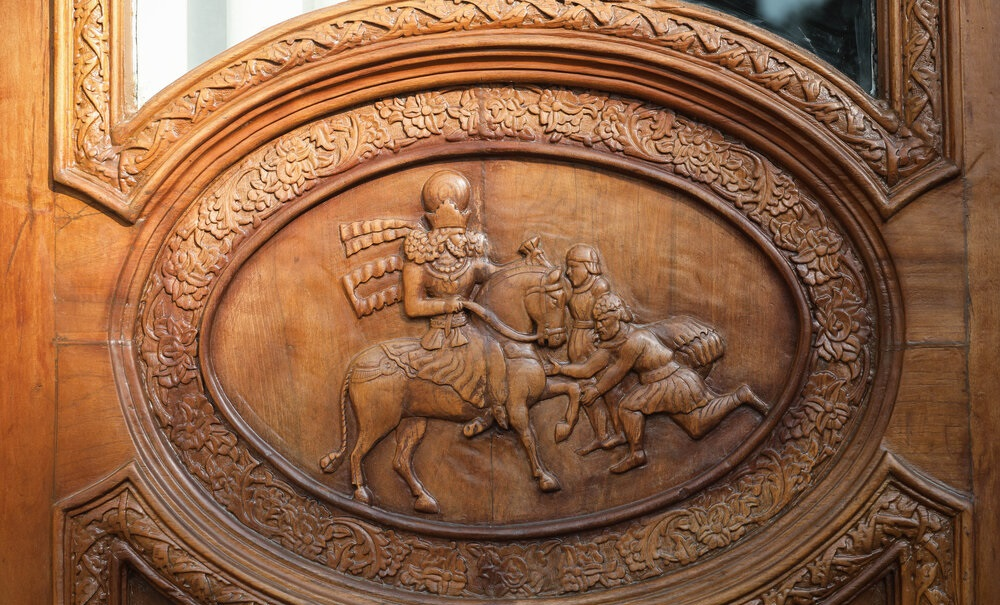
یکی از درهای چوبی کاخ. اتاق‌های کاخ مرمر دارای ده‌ها جفت درب چوبی هستند که نقش روی هر یک از درها منحصر به فرد و با بقیه متفاوت است.

گنبد این بنا برگرفته از گنبد مسجد شیخ لطف‌الله اصفهان است که به دستان حسین لرزاده کاشی‌کاری شده است؛ ساختمان کاخ مرمر در سال ۱۳۱۶ به پایان رسید و در ساختن آن استادان معماری و هنرهای تزئینی سنتی مانند محمدحسین صنیع‌خاتم و حسین طاهرزاده بهزاد همکاری داشتند.
بهروز احمدی، معمار ایرانی، طراح بنایی ۵ طبقه زیرزمین و در زیر کاخ مرمر بود که اکنون از آن با نام «موزهٔ قرآن» یاد می‌شود. مساحت ساختمان آن ۲۸۷۰ متر مربع است و در زمینی به وسعت ۳۵۴۶۲ مترمربع ساخته شده است. از دیگر بناها در این کاخ سردر ورودی آن بوده است که به صورت هنرمندان با تلفیقی از شیوی پارسی، اصفهانی و سبک نئوکلاسیک غربی طراحی شده بوده و دو مجسمه سرباز هخامنشی در دو سوی ورودی قرارداشته است که متأسفانه تخریب شده است.

## بحث بر سر استقرار هاشمی رفسنجانی
پرویز فتاح، رئیس وقت بنیاد مستضعفان در سال ۱۳۹۸ دربارهٔ آخرین وضعیت احداث موزه در کاخ مرمر نیز گفت: «هاشمی رفسنجانی پس از دوران ریاست‌جمهوری‌شان در کاخ مرمر مستقر شدند که گرچه درست نبود و مسئولان نباید در این کاخ‌ها مستقر می‌شدند. پس از فوت وی، با دردسر این کاخ تخلیه و به مجمع تشخیص تحویل گردید و نهایتاً با کش و قوس‌های فراوان با مجمع تشخیص مصلحت نظام بالأخره این کاخ تخلیه شد و البته بیت رهبری نیز در این زمینه پیگیری‌های بسیاری کردند و می‌خواهیم کاخ مرمر را به موزه‌ای در شأن مردم تبدیل کنیم تا همه بتوانند از آن بازدید و استفاده کنند.»
روابط عمومی مجمع با صدور توضیحاتی به اظهارات رئیس بنیاد مستضعفان پیرامون ساختمان کاخ مرمر پاسخ داد که پس از مرگ هاشمی رفسنجانی در سال ۱۳۹۵، دبیر مجمع تشخیص مصلحت نظام، نامه‌ای در خصوص محل برگزاری جلسات مجمع به خامنه‌ای نوشتند و تقاضا کردند که جلسات مجمع به ساختمان مجلس قدیم منتقل شود. محسن هاشمی نیز این سخنان را تخریبی خواند و گفت بیست و چند سال از این چهل سال را کاخ در اختیار سایر مقامات ازجمله قوه قضاییه بوده است. او همچنین با ذکر مثال‌هایی گفت که کاخ‌های دوران پهلوی در این منطقه اکثراً بعنوان دفتر مقامات مورد استفاده است و از جمله کاخ فرح محل شورای نگهبان و کاخ شاپورغلامرضا محل ریاست قوه قضاییه است.

## تخریب کاخ در سال‌های پس از انقلاب

### ساخت و سازهای غیراصولی
پرویز فتاح در سیمای جمهوری اسلامی گفت که در زمان استفاده رفسنجانی در این کاخ که از آثار معماری ایرانی است، به شکل گسترده تخریب و در آن آسانسور، همچنین در طبقهٔ دوم، حمام، سونا و جکوزی ساخته شده است. او گفت پس از تحویل کاخ، با همکاری سازمان میراث فرهنگی اقدام به تعمیرات و بازگردان به‌حالت اولیه شد که به‌دلیل حجم دستکاری و تخریب، این مهم به‌صورت کامل حاصل نشده است.
خبرگزاری مهر در این مورد نوشت خبرنگاران آسانسور کاخ مرمر را هنگام بازدید از کاخ دیده‌اند و همان زمان مسئولان مرمت کاخ گفتند که این آسانسور اگر چه برای یک طبقه ایجاد شده اما آن را طوری قرار داده‌اند که آسیبی به بنا نمی‌زند و قابل حذف است. هر چند که نباید ایجاد می‌شد اما برای سهولت دررفت و آمد ایجاد شده بود. محمد هاشمی رفسنجانی نیز گفت استخر و جکوزی توهم است. او همچنین گفت بعد از پیروزی انقلاب این کاخ در دست قوه قضائیه در دوره ریاست محمد یزدی بود در این دوره از این کاخ به خوبی نگهداری نمی‌شد؛ مثلاً این کاخ یک اتاق خاتم کاری دارد که آن زمان این اتاق را به آبدارخانه تبدیل کرده و در آن سماور گذاشته بودند. در نتیجه بخار آب باعث شده بود برخی از گوشه‌های خاتم کاری‌ها تبله کنند.

### آتش‌افروزی‌های عمدی
در سال ۱۳۹۸ غلامعلی رجایی گفت: دو بار چند نفر به شکل عامدانه کاخ را آتش زدند، دوبار کاخ آسیب دید. البته آن خرابکاری هم به رغم اینکه تصاویرش موجود بود، ولی پیگیری نشد. چند نفر به شکل عجیبی از روی دیوار پریده بودند و با ورود به کاخ تمام سالن ملاقات را آتش زدند و تابلوهای گران‌قیمت دوده گرفته بود، ولی دوباره بازسازی شد.
محمد هاشمی رفسنجانی در این باره گفت دوبار دفتر آقای هاشمی و کاخ مرمر را آتش زدند. یک بار خسارت کمتری داشت اما بار دوم خسارت زیادی وارد شد. دو اتاق به‌طور کامل سوخت و گچ کاری‌های آن ریخت، همین‌طور از آنجا که دود وارد اتاق کریستالی کاخ شده بود بخشی از کریستال‌ها تخریب شده بود. هم زیر گنبد زیبای آن دچار دودگرفتگی شده بود و هم کاشی کاری‌های آن تخریب شده و درها و پنجره‌های قدیمی آن سوخته بود و ساختمان وضع خیلی بدی داشت. مجمع بعد از این اتفاق با سازمان میراث فرهنگی مکاتبه کرده و درخواست کرد کاخ را مرمت کنند. این موضوع مربوط به دوران دولت آقای احمدی‌نژاد بود و ما هرچه مکاتبه کردیم نتیجه ای نگرفتیم؛ لذا ساختمان تبدیل به مخروبه ای شده بود. پایان سال آنقدر وضع بد بود و توان پرداخت بدهی‌ها را نداشتیم که مکاتبه ای با رهبری انجام داد و از ایشان درخواست کرد ۵۰۰ میلیون تومان به مجمع قرض بدهند و ایشان هم موافقت کردند. هاشمی دستور داد هم آن دو اتاق، و هم اتاق کریستال و خلاصه همه آسیب‌ها مرمت شوند. او از واعظ طبسی در مشهد درخواست کرد تا متخصصین شیشه‌کاری را از از این شهر به تهران بفرستد. اتاق‌های سوخته مرمت شدند و گچ کاری‌های آنها به همان سبک خودشان بازسازی شد. همین‌طور درها و پنجره‌های این اتاق‌ها که بسیار فرسوده شده بودند و در حال ریختن بودند نیاز به مرمت داشتند.
فاطمه هاشمی رفسنجانی نیز خطاب به فتاح، رئیس بنیاد مستضعفان گفت: «اگر جنابعالی واقعاً تا این حد نگران کاخ‌ها و آثار باستانی موجود در آنها هستید، بهتر است پرونده دو فقره آتش زدن کاخ مرمر در زمان استقرار آیت‌اله هاشمی را از دستگاه‌های ذیربط و بایگانی بنیاد بخواهید تا بدانید چه کسانی برای تهدید جان ایشان، حتی حاضر شدند آثار باستانی منحصربه‌فرد آن را با افراد مستقر در آن به آتش بکشند. شما حتی می‌توانید فیلم و تصاویر فرد یا افراد آتش‌زننده را که از طریق دوربین‌های مداربسته ثبت و ضبط شده و در اختیار مقامات انتظامی و امنیتی آن زمان قرار گرفته (که البته هیچ‌گونه پیگیری هم انجام نشد) را بخواهید و خود، به عنوان متولی امر، پیگیر قضائی پرونده تخریب‌کنندگان آثار باستانی باشید.»

## بازدید
کاخ مرمر پس از ۴۱ سال، صبح ۶ بهمن ۱۳۹۸ برای اولین بار مورد بازدید رسانه‌ها قرار گرفت. این کاخ در محل چهارراه خیابان امام خمینی (سپه سابق) و خیابان ولیعصر (پهلوی سابق) و در میان پردیس حکومتی تهران جای گرفته‌است. برای بازدید از این موزه لازم است تا کارت شناسایی همراه داشته باشید.

## نگارخانه

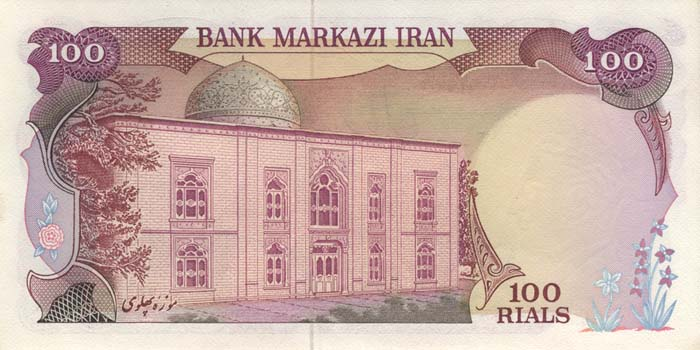
تصویر کاخ مرمر بر روی اسکناس صد ریالی متعلق به دورهٔ محمدرضا شاه پهلوی

### تصاویر قدیمی

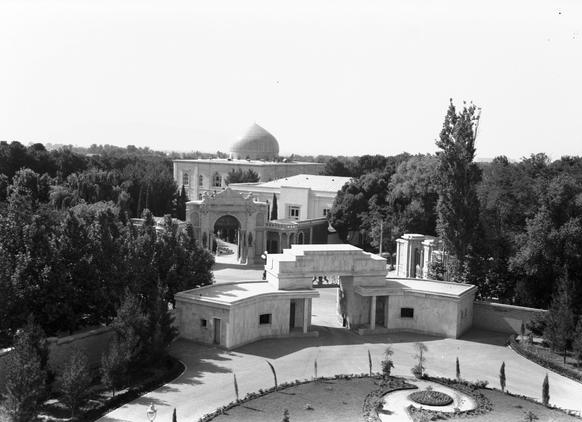
نمای عمومی کاخ مرمر از بالای ساختمان اختصاصی
نمای پشتی دروازهٔ ورودی کاخ مرمر و کاخ اختصاصی از میان آن
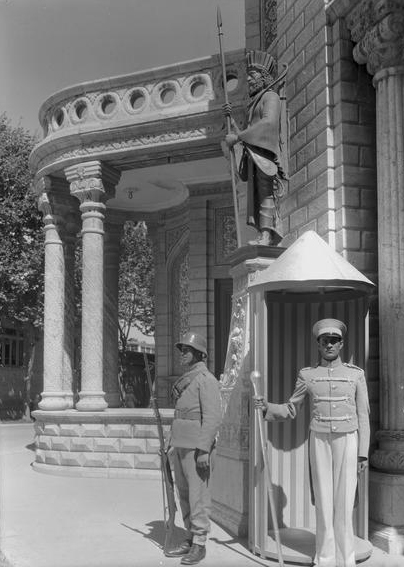
نمایی از دروازهٔ ورودی کاخ مرمر
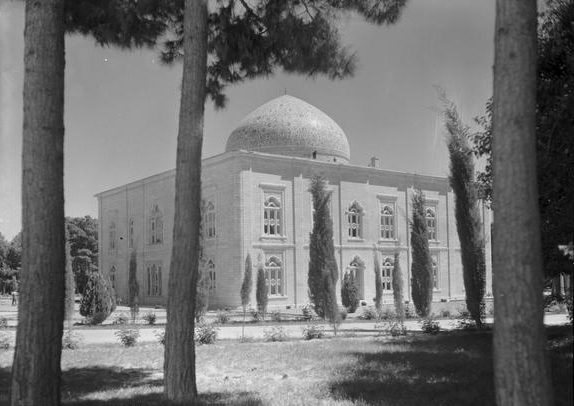
نمای بیرونی کاخ مرمر، اواخر دههٔ ۱۳۴۰ خورشیدی
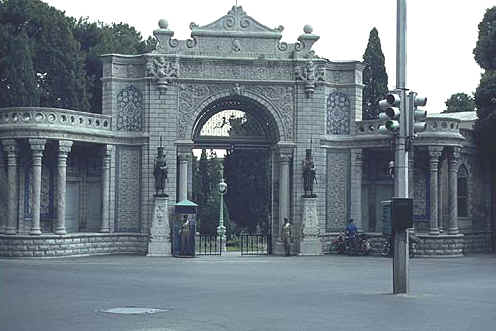
نمای دروازهٔ کاخ مرمر، اواخر دههٔ ۱۳۴۰ خورشیدی

### تصاویر ۱۳۹۸

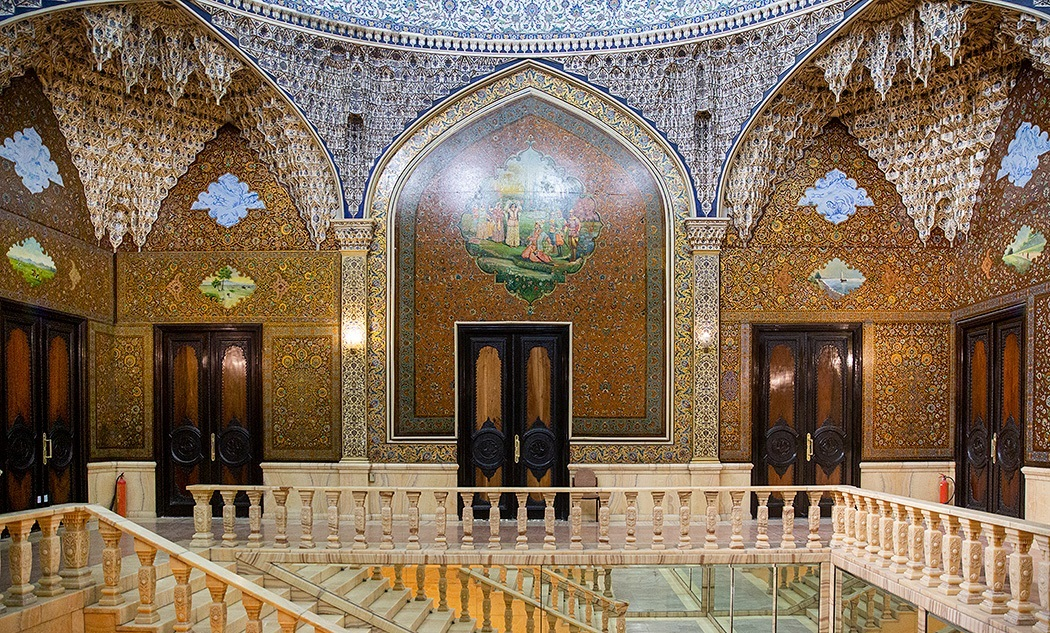
نمای تالار طبقه دوم کاخ
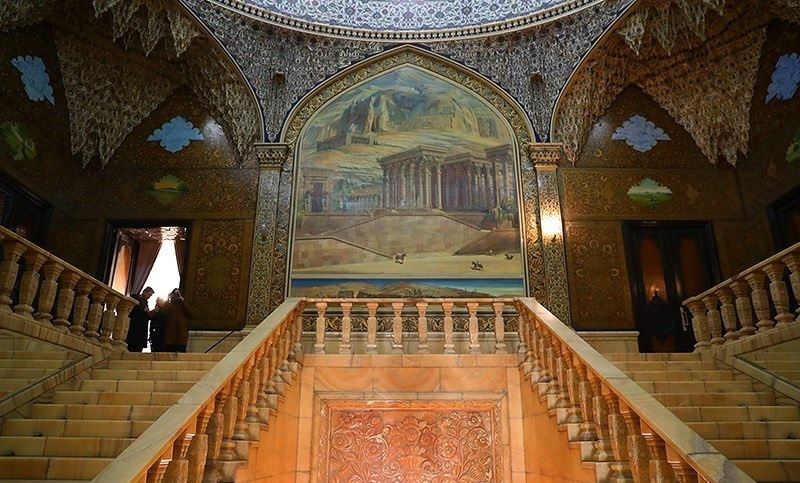
نمای تالار طبقه دوم کاخ
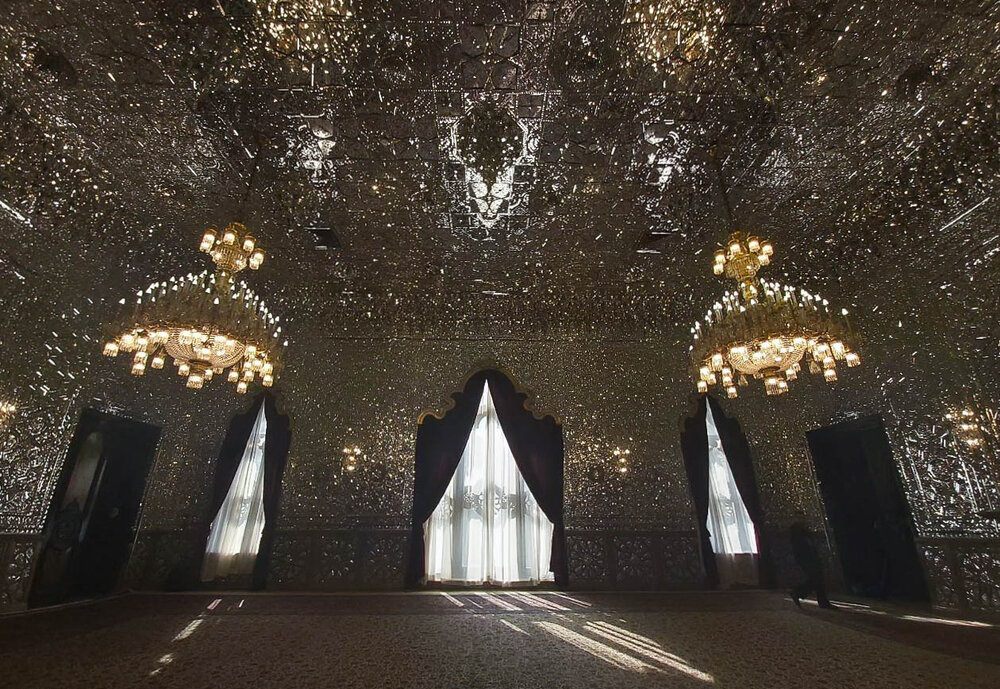
آیینه کاری دفترکار رضاشاه
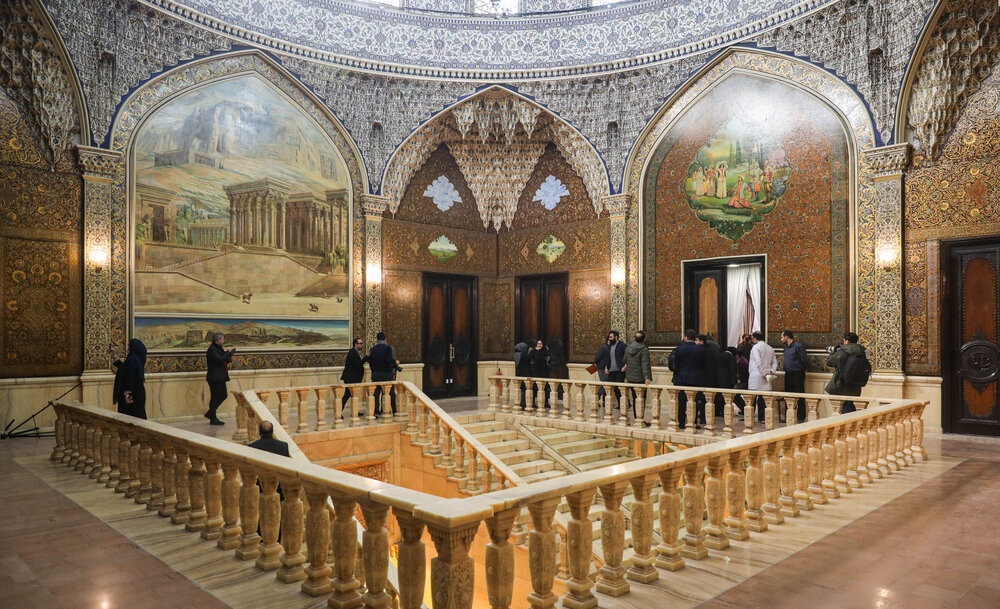
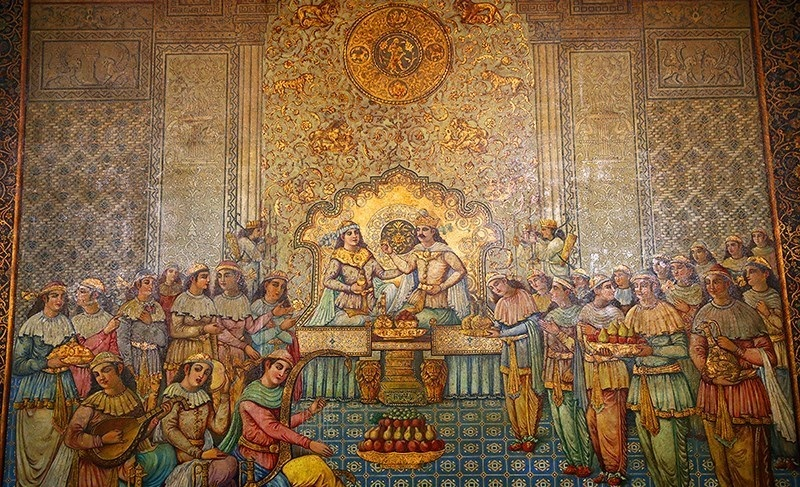